# Piscina Olímpica del Campo de Marte
La Piscina Olímpica de Campo de Marte se encuentra ubicado en el parque Campo de Marte y cerca al Estadio Nacional del Perú en la ciudad de Lima y fue escenario de las competencias de natación como el Mundial Juvenil de Natación. Está previsto la reconstrucción con tres piscinas para albergar los deportes: natación, nado sincronizado, waterpolo y clavados para los Juegos Panamericanos de 2019.

## Acontecimientos
- Campeonato Sudamericano de Natación de 1938
- III Mundial Juvenil de Natación
- I Juegos Suramericanos de la Juventud